# California, Colombia
California är en ort i Colombia.   Den ligger i departementet Santander, i den norra delen av landet, 300 km norr om huvudstaden Bogotá. California ligger 2 041 meter över havet och antalet invånare är 573.
Terrängen runt California är bergig åt nordost, men åt sydväst är den kuperad. California ligger nere i en dal. Runt California är det glesbefolkat, med 19 invånare per kvadratkilometer. Närmaste större samhälle är Matanza, 8,2 km väster om California. I omgivningarna runt California växer i huvudsak buskskog.